# Стројице
Стројице су насељено место у општини Шипово, Република Српска, БиХ. Налазе се на 13 километара од Шипова и носе статус месне заједнице.

## Прошлост
Мало је историјских налаза у ококолини Стројица, иако је оно било на древном римском путу. За време владе Аустроугарске, од 1879. године ту је било седиште истоимене политичке општине или "џемата". До 1918. године беговска породица Идризбеговић имала свој велики посед у Стројици. Постојало је у Стројицама шест беговских "селишта". Стројице је место сматрано за "сточарско село", јер се су становници бавили том делатношћу.
У насељу Стројице налази се православна црква рођења Пресвете Богородице. Када је крајем маја 1895. године у место навратио Митрополит Николајевић, идући у великој пратњи народа ка Јању, дочекали су га као домаћини месни свештеници. Били су то стари поп Ђуро Марјанац и његов син такође свештеник, млади парох поп Тодор Марјанац. Ту је након архијереске службе митрополит и коначио, у малој црквеној кући, поред цркве. Током Другог светског рата, у лето 1941. године спалили су Немци, усташе и домобрани школу и православну цркву у Стројицама. Дана 27. јула 1941. године устанак народни објавила су управо звона православне цркве у Стројницама. Ту се скупио народ из околине да се организује отпор окупатору. Стројичка православна богомоља је поново изграђена до 1970. године, и тада још није била освећена. Црква је током последњег рата (1991—1996) "оштећена и опљачкана". Иконостас је демонтиран и све иконе однете од стране Хрвата, између 12. септембра 1995. и 4. фебруара 1996. године. Ни парохијски дом није поштеђен.
Поп Тодор Марјанац је био рођен 1870. године, и од рукоположења октобра 1893. године парох је у Стројицама (и 1908). Његов сродник Симо Марјанац био је пре Другог светског рата угледни поседник, троструки народни посланик и активни члан Народне скупштине југословенске Краљевине. Он је присталица тадашње режимске ЈРЗ. Мучен је и убијен током Другог светског рата од стране усташа; леш није никад пронађен јер су бацани у реку Врбању. Било је то у мају 1941. године, када је он са виђенијим Србима затворен у "Црну кућу" у Бања Луци.
У Стројицама је између два светска рата радила основна школа. У школи је 1930-1931. године предавала учитељица Марија Ловречки. До 1935. године био је само један разред, а затим по решењу бана Врбаске бановине од 14. августа 1935. године отворен је и други разред. У селу је радила народна књижница, која је 1939. године књиге добила из Србије, од "Друштва Св. Саве". Посредник је било завичајно Културно-просветно друштво "Петар Кочић". Из Стројица потиче забележено "Стројичко коло", које играју деца. Основна школа сада носи име "Раде Маријанац", по партизанском команданту погинулом 1943. године.

## Занимљивости
У близини Стројица извире река Јањ, док се у селу Стројице, на планини Виторог налази Ваганска пећина која спада у природно добро I категорије.